# Mahotshwane
Mahotshwane is een dorp in het district Southern in Botswana. De plaats telt 861 inwoners (2011).